# Oudorp
Ne pas confondre avec Ouddorp.
Oudorp est un village situé dans la commune néerlandaise d'Alkmaar, dans la province de la Hollande-Septentrionale. Le 1er janvier 2007, le village comptait 12 140 habitants.

## Histoire
Oudorp a été une commune indépendante jusqu'au 1er octobre 1972. À cette date, la commune est supprimée et rattachée à Alkmaar.